# علو الهمة
العلو لغةً: مصدر من علا الشيءُ عُلُوًّا فهو عَليٌّ وعَلِيَ وتَعَلَّى، ويقال: عَلا فلانٌ الجبل إذا رَقِيَه وعَلا فلان فلانًا إذا قَهَره، والعَليُّ الرَّفيعُ، وتَعالَى تَـرَفَّع، وأصل هذه المادة يدلُّ على السموِّ والارتفاع.
والهمَّة لغةً: ما هَمَّ به من أمر ليفعله، يقولون: إنه لعظيمُ الهَمِّ، وإِنه لَصغيرُ الهِمَّة، وإِنه لَبَعيدُ الهِمَّةِ والهَمَّةِ بالفتح.
| علو الهمة | والهمة فعلة من الهمِّ، وهو مبدأ الإرادة، ولكن خصوها بنهاية الإرادة، فالهمُّ مبدؤها، والهمَّة نهايتها. | علو الهمة |

والهمة في الاصطلاح هي (توجه القلب وقصده بجميع قواه الروحانية إلى جانب الحق؛ لحصول الكمال له أو لغيره).
وأما علو الهمة فهو (استصغار ما دون النهاية من معالي الأمور، وطلب المراتب السامية).
| علو الهمة | والكبير الهمة على الإطلاق هو من لا يرضى بالهمم الحيوانية قدر وسعه، فلا يصير عبد رعاية بطنه، وفرجه، بل يجتهد أن يتخصص بمكارم الشريعة. | علو الهمة |

## علو الهمة في القرآن
(فهؤلاء الرجال هم أصحاب الهمم العالية، (ليسوا ممن يؤثر على ربه دنيا ذات لذات، ولا تجارة ومكاسب، مشغلة عنه، ((لَا تُلْهِيهِمْ تِجَارَةٌ)) وهذا يشمل كلَّ تكسب يقصد به العوض، فيكون قوله: ((وَلَا بَيْعٌ)) من باب عطف الخاص على العام، لكثرة الاشتغال بالبيع على غيره، فهؤلاء الرجال، وإن اتجروا، وباعوا، واشتروا، فإن ذلك، لا محذور فيه. لكنه لا تلهيهم تلك، بأن يقدموها ويؤثروها على ((ذِكْرِ اللَّهِ وَإِقَامِ الصَّلَاةِ وَإِيتَاءِ الزَّكَاةِ)) بل جعلوا طاعة الله وعبادته غاية مرادهم، ونهاية مقصدهم، فما حال بينهم وبينها رفضوه).
وصف الله سبحانه وتعالى المؤمنين بوصف الرجال، الذين هم أصحاب الهمم العالية، فصدقوا ما عاهدوا الله عليه، و (وفوا به، وأتموه، وأكملوه، فبذلوا مهجهم في مرضاته، وسبلوا أنفسهم في طاعته. ((فَمِنْهُمْ مَنْ قَضَى نَحْبَهُ)) أي: إرادته ومطلوبه، وما عليه من الحقِّ، فقتل في سبيل الله، أو مات مؤديًا لحقه، لم ينقصه شيئًا. ((وَمِنْهُمْ مَنْ يَنْتَظِرُ)) تكميل ما عليه، فهو شارع في قضاء ما عليه، ووفاء نحبه ولما يكمله، وهو في رجاء تكميله، ساع في ذلك، مجدٌّ).
قوله تعالى (في سورة آل عمران): ﴿وَسَارِعُوا إِلَى مَغْفِرَةٍ مِنْ رَبِّكُمْ وَجَنَّةٍ عَرْضُهَا السَّمَاوَاتُ وَالْأَرْضُ أُعِدَّتْ لِلْمُتَّقِينَ ۝١٣٣﴾ [آل عمران:133]
(ندب الله عباده إلى المبادرة إلى فعْل الخيرات، والمسارعة إلى نَيْل القُرُبات)  ، وهو أمر من الله بالهمة العالية.

## علو الهمة في السنة النبوية
روي عن أبو هريرة أن رسول اللّه ﷺ قال: 
| علو الهمة | احرص على ما ينفعك، واستعن بالله ولا تعجز. | علو الهمة |

```
(وعامة نصوص الترغيب والترهيب في الوحيين الشريفين؛ إنما ترمي إلى توليد قوة دافعة تحرك قلب المؤمن، وتوجهه إلى إقامة الطاعات، وتجنب المعاصي والمخالفات، وإلى بعث الهمة وتحريكها واستحثاثها للتنافس في الخيرات، والأمثلة على ذلك أكثر من أن تحصر).
[
11
]
```

قال ابن بطال: (فيه ندب إلى التعفف عن المسألة، وحض على معالي الأمور، وترك دنيئها، والله يحب معالي الأمور).

## حِكَم ومقولات في علو الهمة
```
(وعامة نصوص الترغيب والترهيب في الوحيين الشريفين؛ إنما ترمي إلى توليد قوة دافعة تحرك قلب المؤمن، وتوجهه إلى إقامة الطاعات، وتجنب المعاصي والمخالفات، وإلى بعث الهمة وتحريكها واستحثاثها للتنافس في الخيرات، والأمثلة على ذلك أكثر من أن تحصر) 
```

| علو الهمة | لا تصغرنَّ همتكم؛ فإني لم أرَ أقعد عن المكرمات من صغر الهمم. | علو الهمة |

| علو الهمة | فمن علت همته، وخشعت نفسه، اتصف بكلِّ خلق جميل. ومن دنت همته، وطغت نفسه، اتصف بكلِّ خلق رذيل. | علو الهمة |

| علو الهمة | العلم والعمل توأمان أمُّهُما علو الهمة. | علو الهمة |

وبقول أيضًا:- ((الهمة العليّة لا تزال حائمة حول ثلاثة أشياء: تعرُّف لصفة من الصفات العليا، تزداد بمعرفتها محبة، وإرادة، وملاحظة لمنة تزداد بملاحظتها شكرًا، أو إطاعة؛ وتذكُّر لذنب تزداد بتذكره توبة، وخشية، فإذا تعلقت الهمة بسوى هذه الثلاثة، جالت في أودية الوساوس والخطرات، من عشق الدنيا نظرت إلى قدرها عنده، فصيَّرته من خدمها وعبيدها وأذلَّته، ومن أعرض عنها نظرت إلى كبر قدره فخدمته، وذلَّت له. إنما يقطع السفر ويصل المسافر بلزوم الجادة، وسير الليل، فإذا حاد المسافر عن الطريق، ونام الليل كلَّه، فمتى يصل إلى مقصده؟)).

## الهِمَّة والهمُّ والفرق بينهما
يقول أبو هلال العسكري: (الهمَّة هي اتساع الهم وبُعد موقعه، ولهذا يُمدح بها الإنسان، فيقال: فلان ذو همة وذو عزيمة. وأما قولهم: فلان بعيد الهمة وكبير العزيمة، فلأنَّ بعض الهمم يكون أبعد من بعض وأكبر من بعض، وحقيقة ذلك أنَّه يهتمُّ بالأمور الكبار.
والهَمُّ هو الفكر في إزالة المكروه، واجتلاب المحبوب، ومنه يقال: أهمُّ بحاجتي).

## درجات علو الهمة
قَسَّم شيخ الإسلام أبو إسماعيل الهروي درجات علو الهمة على ثلاث درجات:
- 1- (الدرجة الأولى: همة تصون القلب عن وحشة الرغبة في الفاني، وتحمله على الرغبة في الباقي، وتصفيه من كدر التواني).

يقول ابن القيم شارحاً لكلام الهروي:
(الفاني هو الدنيا وما عليها. أي: يزهد القلب فيها وفي أهلها. وسمى الرغبة فيها وحشة؛ لأنها وأهلها توحش قلوب الراغبين فيها، وقلوب الزاهدين فيها.
أما الراغبون فيها: فأرواحهم وقلوبهم في وحشة من أجسامهم. إذ فاتها ما خلقت له. فهي في وحشة لفواته.
وأما الزاهدون فيها: فإنهم يرونها موحشة لهم. لأنها تحول بينهم وبين مطلوبهم ومحبوبهم. ولا شيء أوحش عند القلب، مما يحول بينه وبين مطلوبه ومحبوبه. ولذلك كان من نازع الناس أموالهم، وطلبها منهم أوحش شيء إليهم وأبغضه.
وأيضًا:
فالزاهدون فيها: إنما ينظرون إليها بالبصائر. والراغبون ينظرون إليها بالأبصار، فيستوحش الزاهد مما يأنس به الراغب.
كما قيل:
```
وإذا أفاق القلب واندمل 
الهوى
 *** رأت القلوب ولم تر الأبصار
```

وكذلك هذه الهمة تحمله على الرغبة في الباقي لذاته -وهو الحق سبحانه- والباقي بإبقائه: هو الدار الآخرة..
وأما «تصفيه من كدر التواني». أي: تخلصه وتمحصه من أوساخ الفتور والتواني، الذي هو سبب الإضاعة والتفريط).
- 2- قال الهروي: (الدرجة الثانية: همة تورث أنفة من المبالاة بالعِلل، والنزول على العمل، والثقة بالأمل).

الشرح:
(و«العلل» هاهنا: هي علل الأعمال من رؤيتها، أو رؤية ثمراتها وإرادتها. ونحو ذلك. فإنها عندهم علل.
فصاحب هذه الدرجة من الهمة: يأنف على همته، وقلبه من أن يبالي بالعلل؛ فإنَّ همته فوق ذلك. فمبالاته بها، وفكرته فيها نزول من الهمة.
وعدم هذه المبالاة: إما لأنَّ العلل لم تحصل له؛ لأنَّ علوَّ همته حال بينه وبينها. فلا يبالي بما لم يحصل له؛ وإما لأنَّ همته وسعت مطلوبه، وعلوه يأتي على تلك العلل، ويستأصلها. فإنَّه إذا علَّق همته بما هو أعلى منها، تضمنتها الهمة العالية؛ فاندرج حكمها في حكم الهمة العالية، وهذا موضع غريب عزيز جدًّا. وما أدري قصده الشيخ أو لا؟
وأما أنفته من «النزول على العمل»: فكلام يحتاج إلى تقييد وتبيين. وهو أن العالي الهمة مطلبه فوق مطلب العمال والعباد، وأعلى منه، فهو يأنف أن ينزل من سماء مطلبه العالي، إلى مجرد العمل والعبادة، دون السفر بالقلب إلى الله؛ ليحصل له ويفوز به؛ فإنَّه طالب لربه تعالى طلبًا تامًّا بكلِّ معنى واعتبار في عمله، وعبادته ومناجاته، ونومه ويقظته، وحركته وسكونه، وعزلته وخلطته، وسائر أحواله؛ فقد انصبغ قلبه بالتوجه إلى الله تعالى أيما صبغة.
وهذا الأمر إنما يكون لأهل المحبة الصادقة؛ فهم لا يقنعون بمجرد رسوم الأعمال، ولا بالاقتصار على الطلب حال العمل فقط.
وأما أنفته من «الثقة بالأمل»: فإنَّ الثقة توجب الفتور والتواني، وصاحب هذه الهمة: ليس من أهل ذلك، كيف؟ وهو طائر لا سائر).
- 3- قال الهروي: (الدرجة الثالثة: همة تتصاعد عن الأحوال والمعاملات. وتزري بالأعواض والدرجات. وتنحو عن النعوت نحو الذات).

الشرح:
(هذه الهمة أعلى من أن يتعلق صاحبها بالأحوال التي هي آثار الأعمال والواردات، أو يتعلق بالمعاملات، وليس المراد تعطيلها. بل القيام بها مع عدم الالتفات إليها، والتعلُّق بها.
ووجه صعود هذه المهمة عن هذا، ما ذكره من قوله: «تزري بالأعواض والدرجات، وتنحو عن النعوت نحو الذات»، أي: صاحبها لا يقف عند عوض ولا درجة؛ فإنَّ ذلك نزول من همته، ومطلبه أعلى من ذلك؛ فإنَّ صاحب هذه الهمة قد قصر همته على المطلب الأعلى، الذي لا شيء أعلى منه، والأعواض والدرجات دونه، وهو يعلم أنَّه إذا حصل له فهناك كل عوض ودرجة عالية.
وأما نحوها نحو الذات، فيريد به: أنَّ صاحبها لا يقتصر على شهود الأفعال والأسماء والصفات، بل الذات الجامعة لمتفرقات الأسماء والصفات والأفعال.) ..